# Sutherland (Sudáfrica)

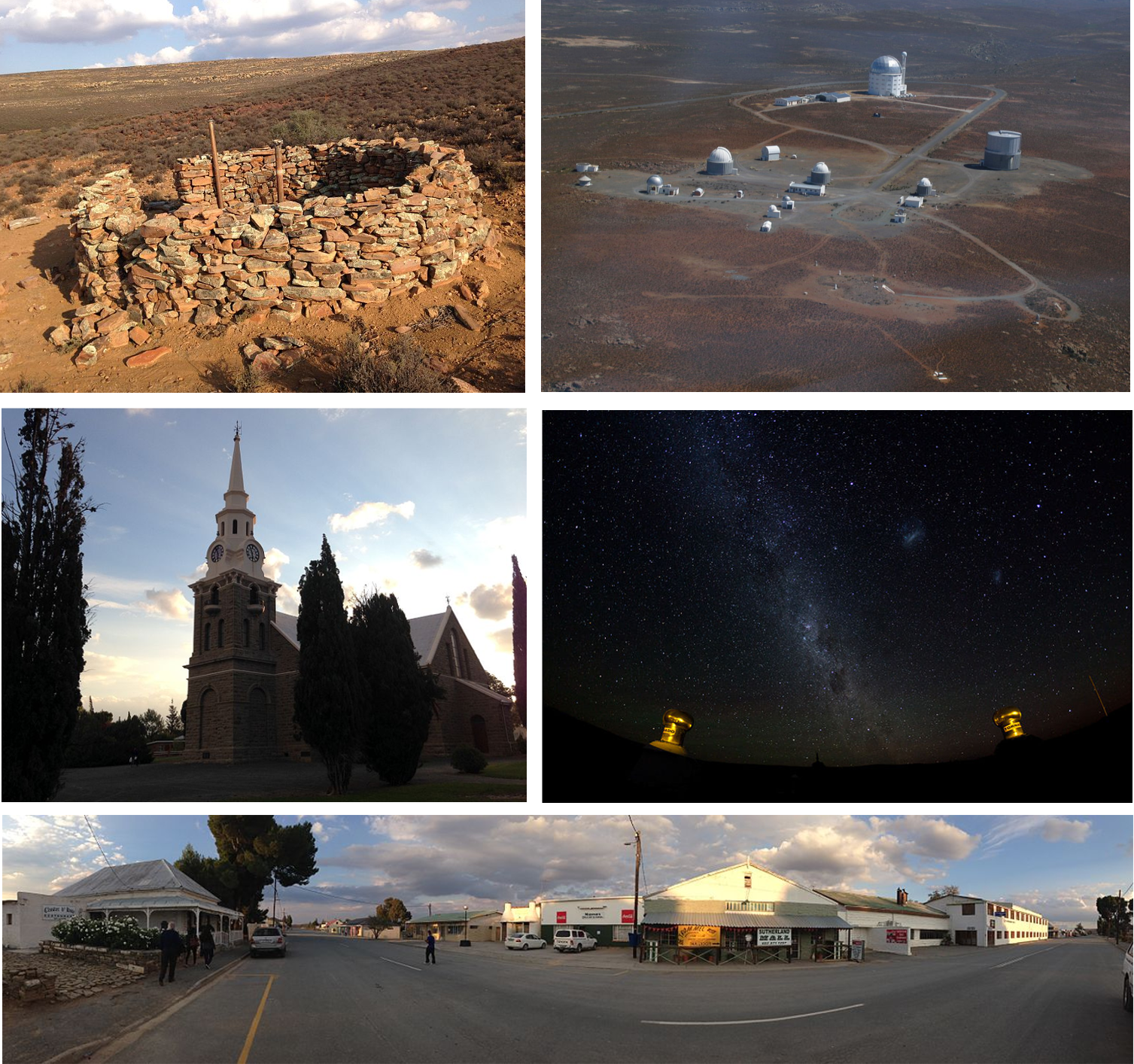
Colecciones de diferentes imágenes de la ciudad de Sutherland son (en sentido horario desde arriba):

Sutherland es una ciudad con cerca de 2.841 habitantes en la provincia del Cabo Norte de Sudáfrica. Se encuentra en las montañas de Roggeveld occidental en el Karoo.

## Geografía

### Clima
| Parámetros climáticos promedio de Sutherland | Parámetros climáticos promedio de Sutherland | Parámetros climáticos promedio de Sutherland | Parámetros climáticos promedio de Sutherland | Parámetros climáticos promedio de Sutherland | Parámetros climáticos promedio de Sutherland | Parámetros climáticos promedio de Sutherland | Parámetros climáticos promedio de Sutherland | Parámetros climáticos promedio de Sutherland | Parámetros climáticos promedio de Sutherland | Parámetros climáticos promedio de Sutherland | Parámetros climáticos promedio de Sutherland | Parámetros climáticos promedio de Sutherland | Parámetros climáticos promedio de Sutherland |
| Mes                                          | Ene.                                         | Feb.                                         | Mar.                                         | Abr.                                         | May.                                         | Jun.                                         | Jul.                                         | Ago.                                         | Sep.                                         | Oct.                                         | Nov.                                         | Dic.                                         | Anual                                        |
| -------------------------------------------- | -------------------------------------------- | -------------------------------------------- | -------------------------------------------- | -------------------------------------------- | -------------------------------------------- | -------------------------------------------- | -------------------------------------------- | -------------------------------------------- | -------------------------------------------- | -------------------------------------------- | -------------------------------------------- | -------------------------------------------- | -------------------------------------------- |
| Temp. máx. media (°C)                        | 27                                           | 27                                           | 24                                           | 20                                           | 16                                           | 12                                           | 12                                           | 14                                           | 16                                           | 20                                           | 23                                           | 25                                           | 19                                           |
| Temp. media (°C)                             | 17                                           | 18                                           | 15                                           | 11                                           | 8                                            | 5                                            | 5                                            | 6                                            | 8                                            | 11                                           | 14                                           | 16                                           | 11                                           |
| Temp. mín. media (°C)                        | 8                                            | 8                                            | 6                                            | 3                                            | 0                                            | -1                                           | -2                                           | -1                                           | 0                                            | 2                                            | 5                                            | 7                                            | 2                                            |
| Precipitación total (mm)                     | 12                                           | 17                                           | 27                                           | 25                                           | 24                                           | 34                                           | 25                                           | 24                                           | 15                                           | 15                                           | 15                                           | 12                                           | 244                                          |
| Fuente:                                      |                                              |                                              |                                              |                                              |                                              |                                              |                                              |                                              |                                              |                                              |                                              |                                              |                                              |